# Chambord (Likör)

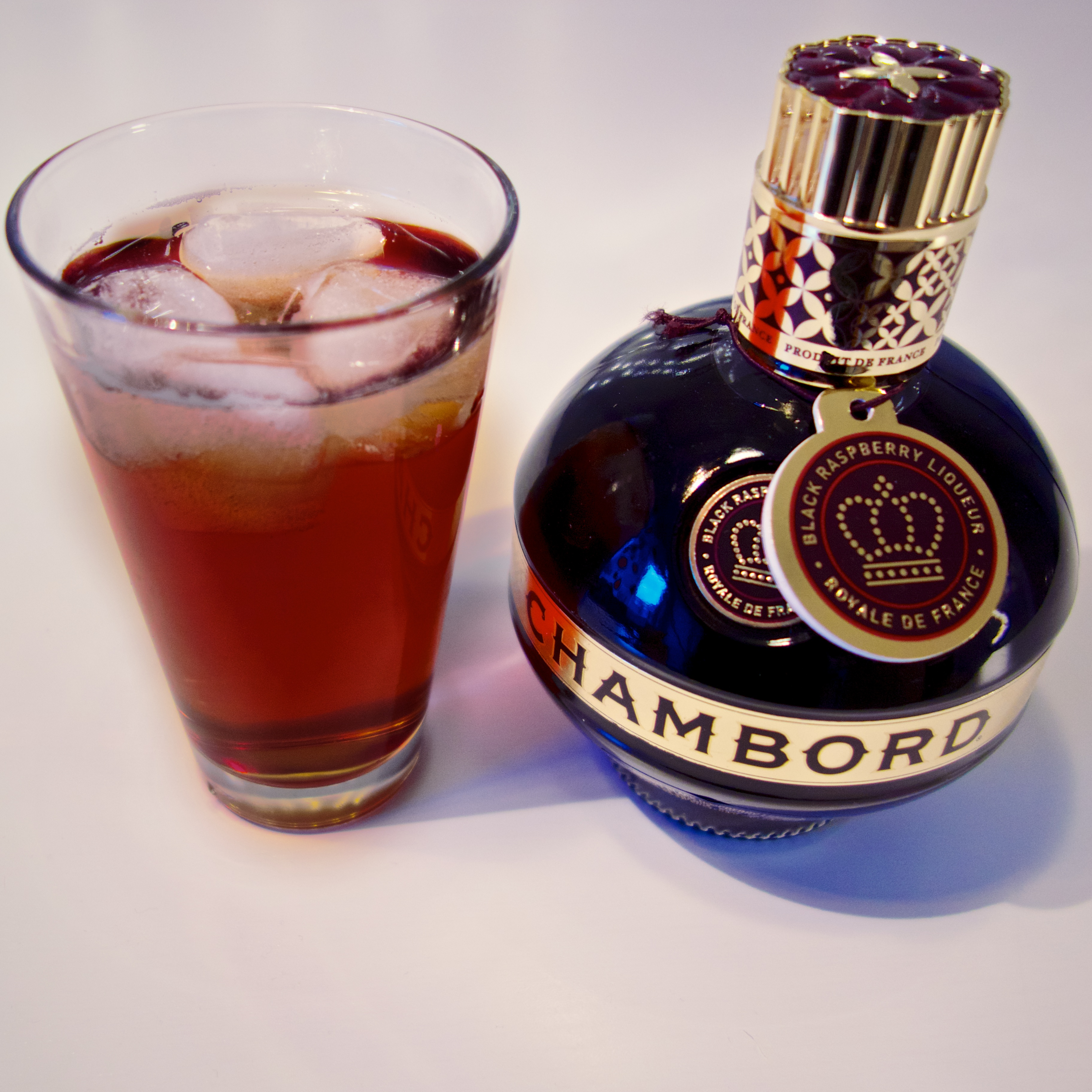
Chambord Liqueur Royale de France

Chambord Liqueur Royale de France ist ein französischer Beerenlikör mit 16,5 % Vol. Alkohol. Er wird aus Schwarzen Himbeeren, Brombeeren, XO Cognac, Madagaskar-Vanille, marokkanischen Zitronenzesten, Akazienhonig, Gewürzen und Kräutern hergestellt.

## Geschichte
Die Marke wurde 1982 von N.J. “Sky” Cooper gegründet. und wurde nach dem gleichnamigen Schloss in Frankreich benannt.
Heute wird Chambord in der Nähe von Cour-Cheverny im Loire-Tal hergestellt. Die Produktionsstätte befindet sich auf dem Gelände des Schlosses La Sistière. Seit 2006 wird Chambord von der Brown-Forman-Corporation vertrieben.

## Herstellungsprozess
Chambord wird in einem dreistufigen Verfahren hergestellt.
Die erste Herstellungsstufe ist die Aromatisierung. Der Prozess beginnt mit der Mischung frischer Himbeeren und Brombeeren, die anschließend vier Wochen in neutralen Alkohol eingelegt werden. Die Fruchtmischung erhält dadurch ein natürliches Himbeeraroma. Daraufhin wird sie gefiltert, und die Früchte werden ein weiteres Mal für zwei Wochen mit Weinbrand versetzt. 
Anschließend wird der zugefügte Alkohol extrahiert sowie der Restsaft und Zucker aus der verbleibenden Fruchtmasse herausgepresst. Der aromatisierte Alkohol und das Konzentrat der letzten Pressung werden dann wieder vermischt, und so ergibt sich eine intensive, natürliche Fruchtinfusion. 
Die letzte Stufe ist das Blending. Hierbei wird die Fruchtinfusion mit schwarzen Himbeeren, Madagaskar Vanille, Zitronen, Honig sowie ausgewählten Kräutern und Gewürzen angemischt und mit einem Blend französischen Cognacs vermischt.

## Verzehr

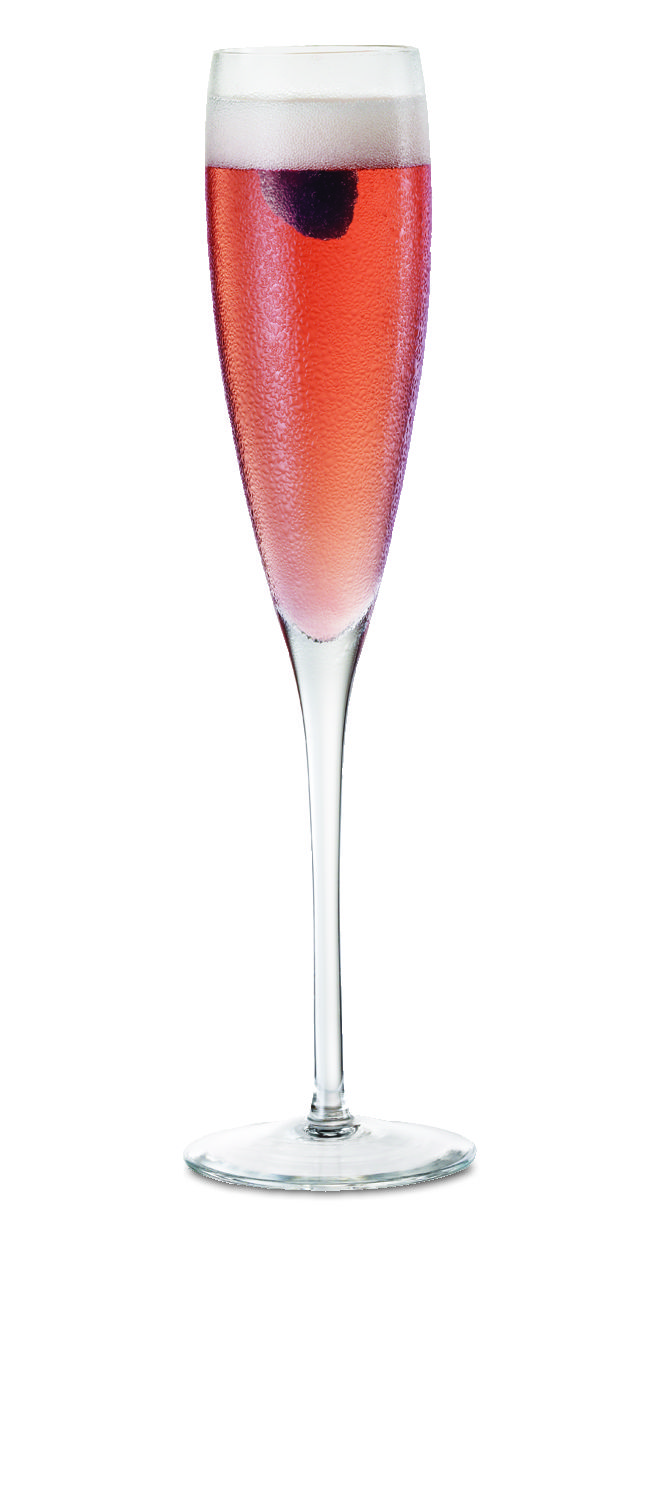
Chambord Royale – ein Cocktail, der aus Champagner (oder einem anderen Schaumwein wie Prosecco oder Cava) und Chambord Likör besteht. Es ist eine einfache, aber elegante Mischung, die oft als Aperitif serviert wird.

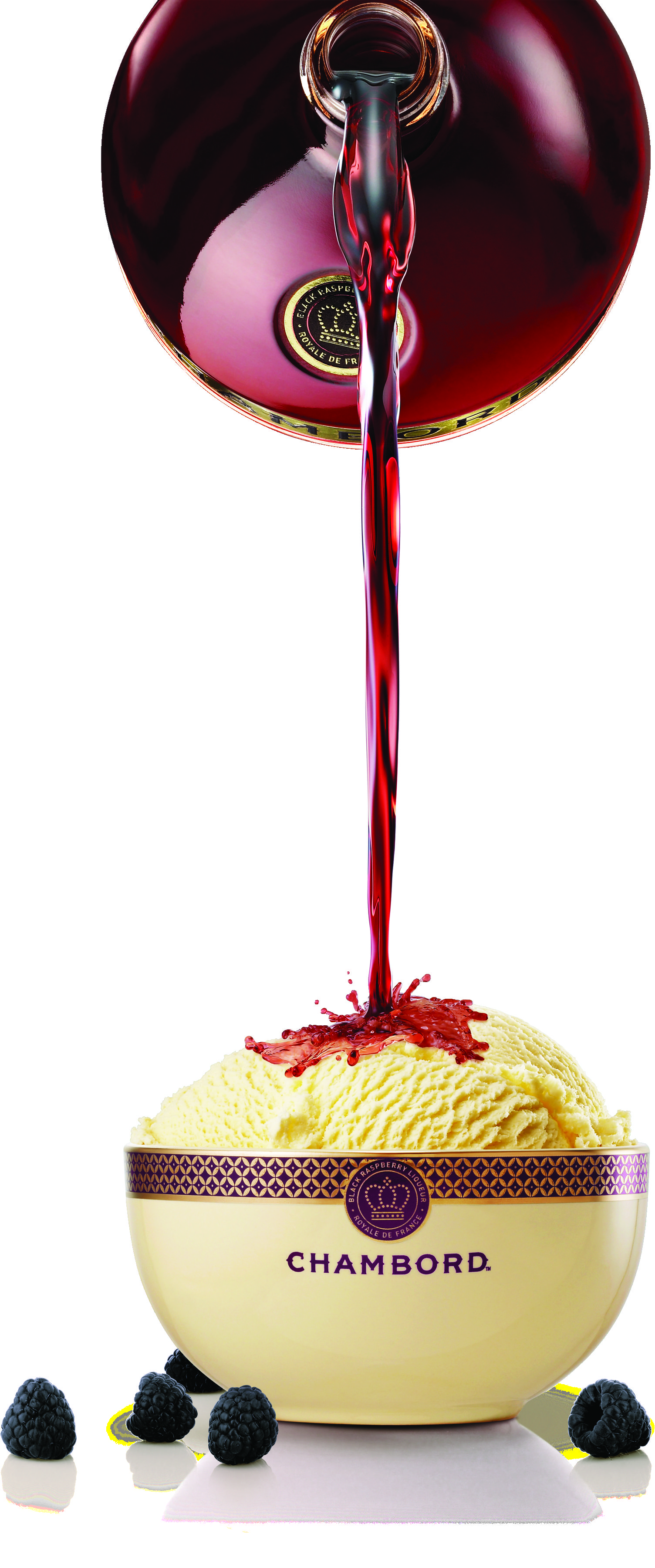
Chambord verfeinert auch Speisen - hier mit Bourbon Vanille Eiscreme

Mit Chambord können verschiedene Longdrinks und Cocktails gemixt werden, wie zum Beispiel der Chambord Royale, Chambord Bramble oder Chambord Margarita.
Chambord kann auch für die Zubereitung verschiedener Speisen verwendet werden oder pur getrunken werden.

## Flasche

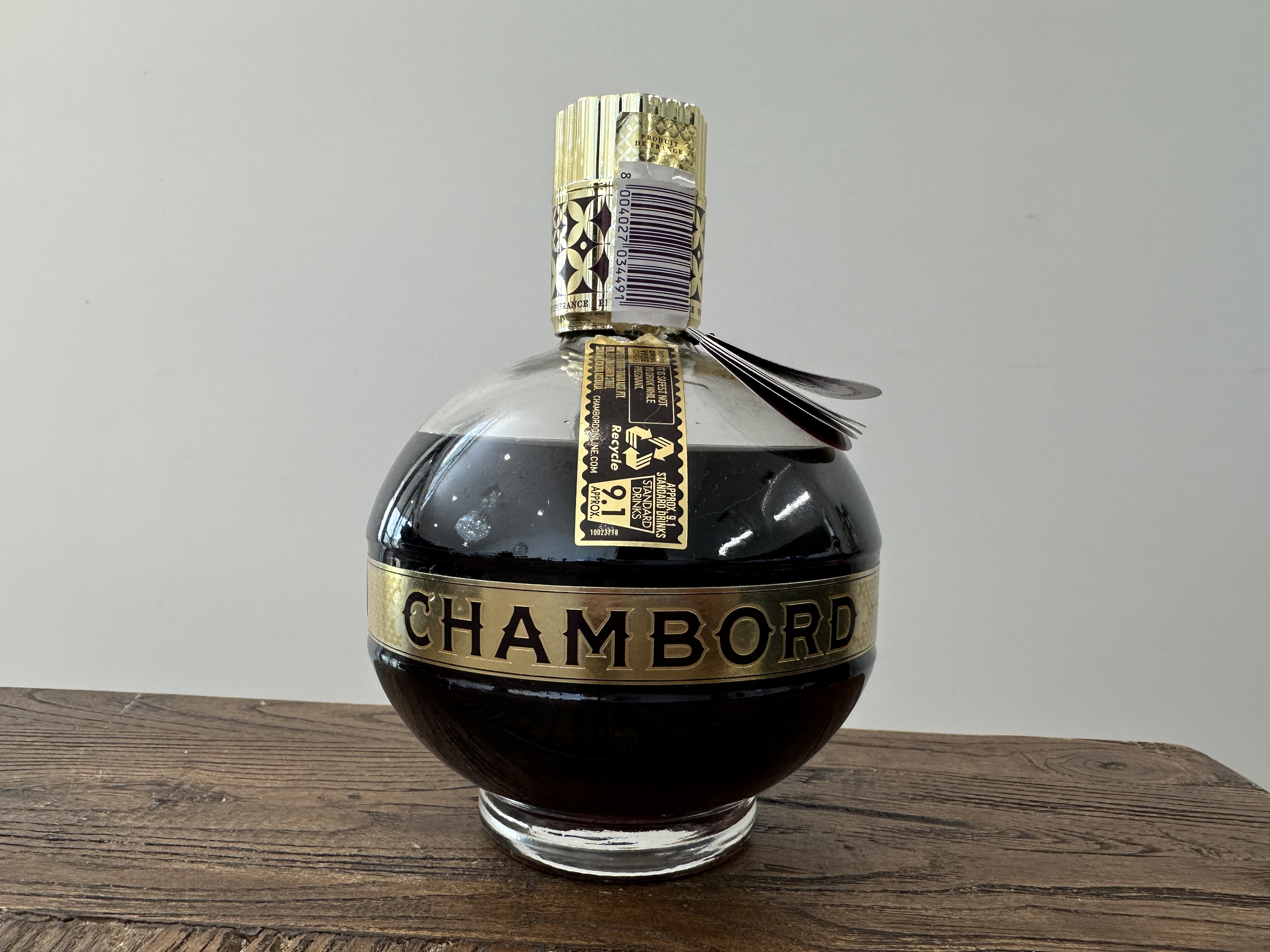
Chambord Likör in der typischen kugelförmigen Flasche

Chambord Likör wird in eine kugelförmige Flasche abgefüllt. Im Jahre 2010 erfolgte ein Redesign der Flasche. 

## Auszeichnungen
In den letzten fünf Jahren hat Chambord Silber- und Bronzemedaillen auf der San Francisco World Spirits Competition gewonnen.